# Messerschmitt P.1111
Die Messerschmitt P.1111 war ein Jagdflugzeug-Projekt der Messerschmitt AG.

## Geschichte
Die Erstentwürfe des von Messerschmitt genannten Projekts eines Jägers mit der Bezeichnung P.1111 entstanden im Januar 1945. Hintergrund war die Kritik an den Messerschmitt-Entwürfen P.1106 und Messerschmitt P.1110 hinsichtlich ihrer zu hohen Flächenbelastung. Nowarra bezeichnet die P.1111 als schwanzloses Baumuster in Ganzmetallbauweise, welches aus der P.1110/I entwickelt wurde. Die P.1111 hatte eine sehr saubere Aerodynamik sowie einen unkomplizierten angelegten Lufteinlauf für das Triebwerk.
Allerdings konnte auch das Projekt P.1111 die Luftwaffenführung nicht überzeugen. Hauptkritikpunkt war die Unterbringung des gesamten Treibstoffvorrates in den Tragflächen, die dadurch ein zu hohes Risiko bei Beschuss dargestellt hätten. Messerschmitt entwickelte daraufhin die Messerschmitt P.1112, die sich weitgehend an dem Projekt P.1111 orientierte.

## Technische Daten
| Kenngröße                                            | Daten                                                                    |
| ---------------------------------------------------- | ------------------------------------------------------------------------ |
| Spannweite                                           | 9,16 m (Pfeilung 45°)                                                    |
| Länge (ü.A.)                                         | 8,92 m                                                                   |
| Höhe                                                 | 3,06 m                                                                   |
| Flügelfläche                                         | 28,03 m²                                                                 |
| Spurweite                                            | 3,13 m                                                                   |
| Streckung                                            | 3                                                                        |
| Triebwerk                                            | 1 × Strahltriebwerk HeS 011                                              |
| Leistung                                             | 1.300 kp                                                                 |
| Tankinhalt nach Nowarra Tankinhalt nach Schick/Meyer | 1.200 l in sechs Tanks 1.250 kg (1.500 l)                                |
| Rüstmasse                                            | 2.740 kg                                                                 |
| Startmasse                                           | 4.282 kg inklusive Treibstoff                                            |
| Höchstgeschwindigkeit                                | 900 km/h in Bodennähe 995 km/h in 7.000 m Höhe                           |
| Landegeschwindigkeit                                 | 155 km/h                                                                 |
| Anfangssteigleistung                                 | 23,7 m/s                                                                 |
| Dienstgipfelhöhe                                     | 14.000 m                                                                 |
| Reichweite                                           | 1.500 km                                                                 |
| Startrollstrecke                                     | 600 m                                                                    |
| Landerollstrecke                                     | 610 m                                                                    |
| Bewaffnung                                           | 2 × MK 108 im Rumpfbug, 2 × MK 108 im Flügelrumpfübergang, je 100 Schuss |